# Dewey Beach
Dewey Beach è un comune degli Stati Uniti, situata nella Contea di Sussex, nello Stato del Delaware. Secondo il censimento del 2000 la popolazione era di 301 abitanti. Appartiene all'area micropolitana di Seaford.

## Economia

### Turismo
La città ogni anno attira numerosissimi turisti provenienti da Washington, D.C., ma anche dalle zone vicine del Maryland, della Virginia, e in minor numero della Pennsylvania. I turisti sono attratti sia dal territorio, ma anche dalle possibilità di svago di giorno e di notte.
Dewey Beach costituisce una valida alternativa ad altre mete, come Ocean City. Dewey Beach, insieme alle città di Lewes, Rehoboth Beach, Bethany Beach, South Bethany, e Fenwick Island, è compresa nel resort balneare della Contea di Sussex, in rapido sviluppo demografico ed economico.

## Geografia fisica
Secondo i rilevamenti dello United States Census Bureau, il comune di Dewey Beach si estende su una superficie totale di 0,9 km², tutti quanti occupati da terre.

## Popolazione
Secondo il censimento del 2000, a Dewey Beach vivevano 301 persone, ed erano presenti 83 gruppi familiari. La densità di popolazione era di 338 ab./km². Nel territorio comunale si trovavano 1.369 unità edificate. Per quanto riguarda la composizione etnica degli abitanti, il 91,69% era bianco, lo 0,33% era afroamericano, lo 0,33% era nativo, e il 3,65% era asiatico. Il restante 3,99% della popolazione appartiene ad altre razze o a più di una. La popolazione di ogni razza proveniente dall'America Latina corrisponde al 5,32% degli abitanti.
Per quanto riguarda la suddivisione della popolazione in fasce d'età, il 8,3% era al di sotto dei 18, il 5,6% fra i 18 e i 24, il 23,3% fra i 25 e i 44, il 34,6% fra i 45 e i 64, mentre infine il 28,2% era al di sopra dei 65 anni di età. L'età media della popolazione era di 52 anni. Per ogni 100 donne residenti vivevano 106,2 maschi.